# Јусуке Миногучи
Јусуке Миногучи (јап. 簔口 祐介; 23. август 1965) јапански је фудбалер.

## Каријера
Током каријере играо је за ЈЕФ Јунајтед Ичихара и многе друге клубове.

## Репрезентација
Са репрезентацијом Јапана наступао је на азијска купа 1988.